# Nootmuskaat

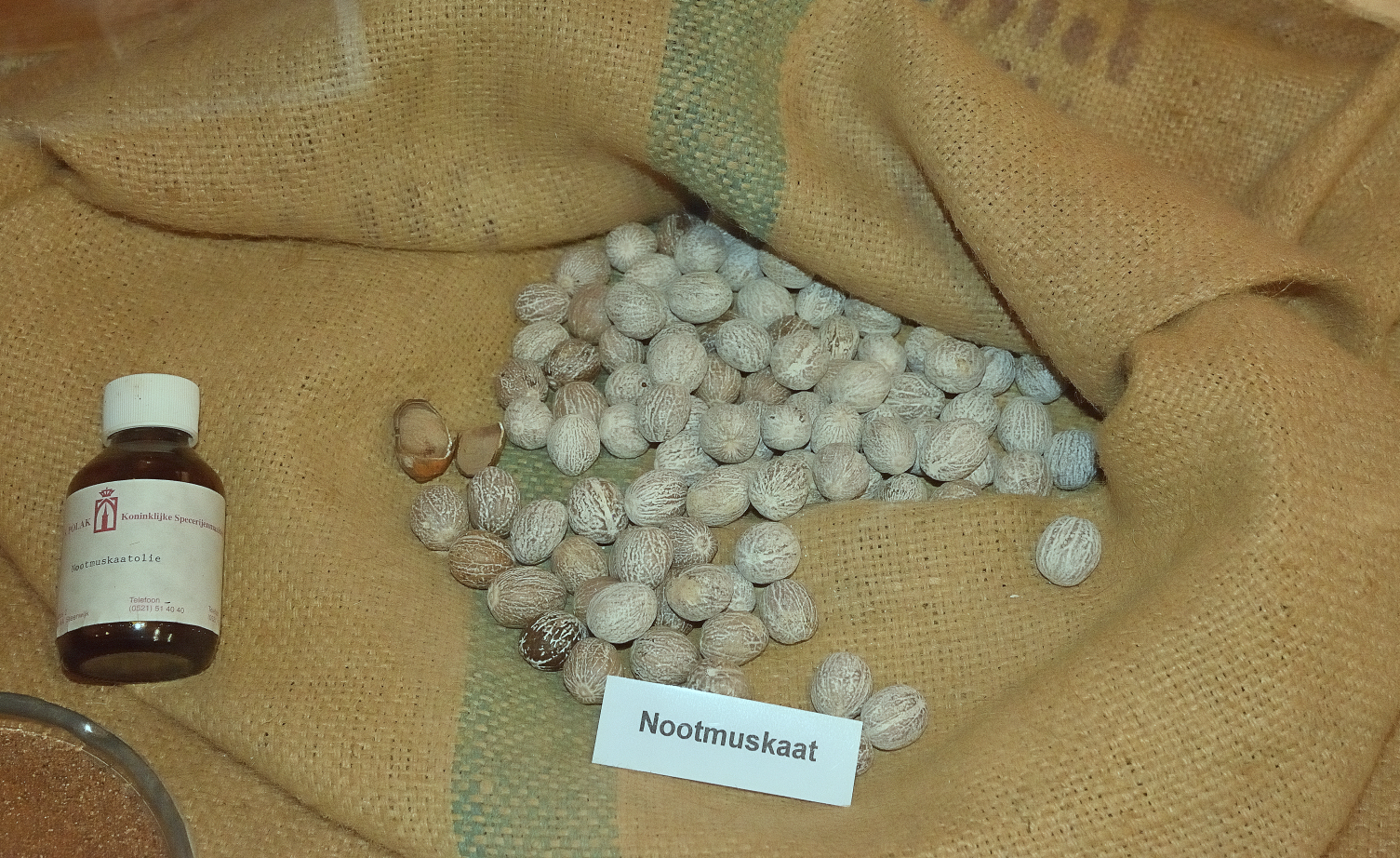
Muskaatnoten en nootmuskaatolie

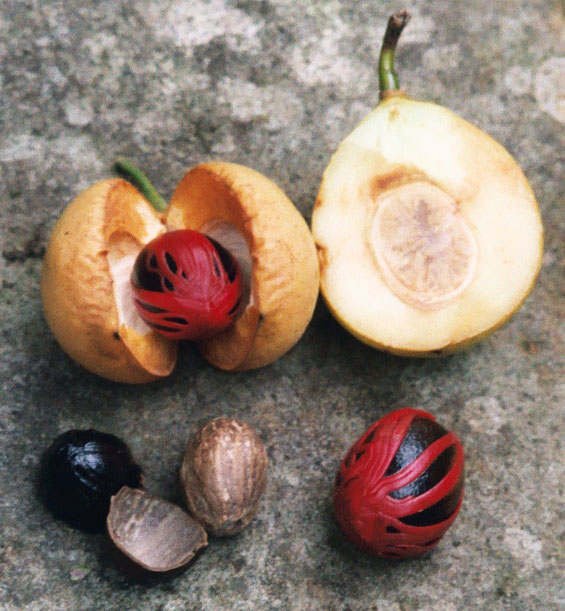
Vruchten (rijp en onrijp) en zaden van de muskaatboom. Het rijpe zaad bestaat uit (van binnen naar buiten) het bruine kiemwit (de muskaatnoot), een zwarte zaadhuid (de dop), en een rode zaadrok (in gedroogde vorm de specerij foelie).

Nootmuskaat of muskaatnoot is een specerij afkomstig van de muskaatboom (Myristica fragrans), die in regenrijke tropische kustgebieden gekweekt wordt. De muskaatnoot is ovaal van vorm en ongeveer twee en een halve centimeter lang. De muskaatnoot is zeer hard: in de keuken wordt de muskaatnoot daarom alleen in geraspte vorm (nootmuskaat) gebruikt. Er is fabrieksmatig gemalen nootmuskaat op de markt, maar men kan muskaatnoten kopen en die zelf met een nootmuskaatrasp raspen. Het woord nootmuskaat is een verbastering van het Latijnse "nuces moschatae", hetgeen "naar muskus ruikende noten" betekent.
In de levensmiddelenindustrie gebruikt men liever de olie dan nootmuskaatpoeder, omdat die haar smaak langer vasthoudt, gemakkelijker doseerbaar is en daarenboven geen risico op vergiftiging met aflatoxine meebrengt. Deze giftige stof komt voort uit een schimmel in tropisch gebied die de muskaatboom kan aantasten.
Foelie is de zaadmantel om het zaad van de muskaatboom en wordt eveneens als specerij gebruikt.

## Toepassing

### Specerij
In de Indonesische keuken wordt nootmuskaat in verscheidene gerechten gebruikt, met name in scherpe soepen zoals soto, konro, ossenstaartsoep en ribbensoep. Het wordt ook veel gebruikt in de jus van vleesgerechten zoals babi smoor (smoor van varkensvlees), ribben met tomaat en andere gerechten.
In de Indiase keuken wordt nootmuskaat zowel in zoete als hartige gerechten gebruikt. In de zuidwestelijke kuststreken wordt geraspte nootmuskaat gebruikt in vleesgerechten en wordt het spaarzaam toegevoegd aan desserts. Nootmuskaat kan ook in kleine hoeveelheden aan garam masala worden toegevoegd. Ook wordt geraspte nootmuskaat af en toe gerookt.
Nootmuskaat wordt in de Nederlandse keuken traditioneel gebruikt bij gekookte sperziebonen, bloemkool, spruitjes, spinazie of asperges. Men gebruikt het ook in bereiding van aardappelpuree en in kaassaus. Ten slotte wordt nootmuskaat, naast kaneel, ook veel gebruikt in koek en gebak, met name in speculaas. Door de sterke smaak is een kleine hoeveelheid al voldoende. Vroeger werd nootmuskaat gebruikt door zeevarenden in een middel tegen diarree (een borrelglaasje brandewijn met wat versgeraspte nootmuskaat) en in een grog tegen verkoudheid/griep (een borrelglas rum, een kop gekookt water, versgeperste citroen en wat versgeraspte nootmuskaat).

### Vrucht
Het pericarp (de vruchtwand van een zaadplant) van de nootmuskaat wordt in Indonesië gebruikt om jam of snoep van te maken. Het gesneden vruchtvlees wordt dan bedekt met ofwel een suikersiroop, of een droog laagje suiker om het Indonesische dessert manisan pala te maken. In Penang en Singapore wordt de gedroogde en gesuikerde schil van de vrucht gebruikt als topping voor het lokale dessert ais kacang (letterlijk: bonenijs). De schil kan ook worden geblend (wat zorgt voor een frisse, zurige smaak) of gekookt (wat zorgt voor een zoetere smaak) om nootmuskaatsap te maken.
In de zuidwestelijke kuststreken van India wordt de vrucht gebruikt om sap, tafelzuren en chutney van te maken.

## Productie
De muskaatnoot is de gedroogde pit van de vlezige, okergele, abrikoosachtige vrucht. De pit wordt door een harde bast omgeven: na het drogen in de zon barst de bast en komt de muskaatnoot met de zaadrok vrij. De zaadmantel (zaadrok), die om de muskaatnoot heen zit, wordt ook gedroogd en wordt onder de naam foelie eveneens in de keuken gebruikt. Na het drogen van de vrucht en de noten wordt de muskaatnoot bepoederd met kalk. Dit dient om aantasting door insecten te voorkomen.
De belangrijkste productiecentra voor nootmuskaat zijn Indonesië en Grenada, die respectievelijk 75% en 20% van de nootmuskaat verbouwen.

## Geschiedenis
Het eerste bewijs van het gebruik van nootmuskaat komt van 3.500 jaar oude resten op potscherven uit Pulai Ai, een van de Banda-eilanden in het oosten van Indonesië. Deze eilanden waren tot halverwege de 19de eeuw de enige plek waar nootmuskaat en foelie geproduceerd werden.

In de 6de eeuw werd nootmuskaat naar India gebracht, en daarna nog westelijker naar Constantinopel. In de 13de eeuw ontdekten de Arabieren dat de oorsprong van nootmuskaat op de Indonesische eilanden lag, maar deze kennis hielden zij geheim voor Europese handelaren.

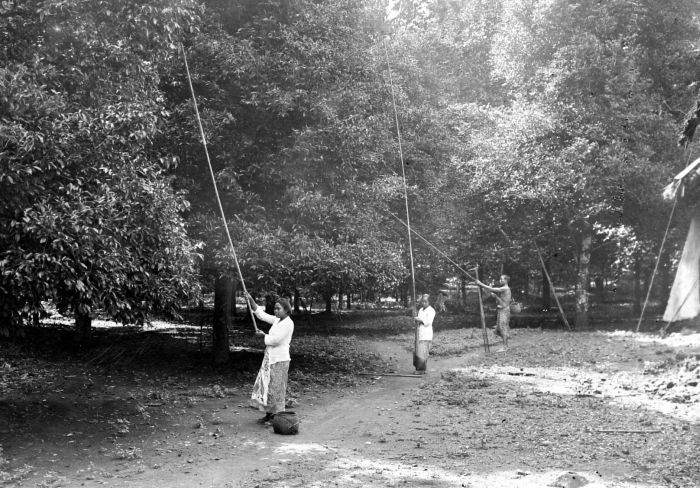
Nootmuskaatoogst op Banda

Nootmuskaat wordt al sinds de 16e eeuw gebruikt in Europese keukens, maar was rond 1480 al bekend, zoals blijkt uit het Getijdenboek van Filips van Kleef.
In die tijd werden muskaatnoten vooral door de Portugezen verhandeld. In de 17e eeuw veroverde de Vereenigde Oostindische Compagnie (VOC) het monopolie op de handel in deze specerij. In 1621 organiseerde de gouverneur-generaal van de VOC, Jan Pieterszoon Coen, een strafexpeditie tegen de Banda-eilanden omdat de bewoners, tegen het verbod van de VOC in, muskaatnoten bleven verkopen aan Portugezen en Engelsen. Ook hadden de bewoners, in opdracht van de Sultan, negen leden van een Hollandse onderhandelingsgroep vermoord. Ter afschrikking hadden zij de afgesneden hoofden op spiezen geprikt. De eilanden vormden destijds de enige plaats ter wereld waar deze gezochte specerij voorkwam. Wie Banda bezat, had het monopolie. Coen arriveerde op de eilanden met 2000 man, waarna hij bijna de gehele bevolking van het eiland Lonthor liet uitmoorden om de teelt en handel van de muskaatnoot voor de VOC veilig te stellen. De teelt werd overgenomen door Europese 'perkeniers' die de resterende bewoners, als straf, het werk lieten doen.

## Hallucinogene en toxische werking
In een lage dosis geeft nootmuskaat geen merkbare psychische of neurologische effecten. Een bovenmatige dosering van 10 gram kan hallucinaties veroorzaken. Men vermoedt dat dit berust op een omzetting in het lichaam van myristicine naar MMDA (3-methoxy-4,5-methyleendioxyamfetamine). Excessief gebruik van de werkzame stof myristicine kan gevaarlijk zijn. Bij volwassenen kan inname van ca. 10 gram of meer van de geraspte noten leiden tot duidelijke klinische symptomen (buikpijn, braken, duizeligheid, agitatie of lethargie, psychosen en cardiovasculaire symptomen als hypertensie en tachycardie). Myristicine is beschreven als een sterk hallucinogeen.
Verder bevat de olie van de muskaatnoot etherische oliën die precursors (chemische voorlopers) zijn voor de geestverruimende middelen safrol, MDMA, elemicine en mescaline.
Safrol en het ook in nootmuskaat voorkomende methyleugenol blijken bij dierproeven en ander onderzoek mutageen te zijn en daardoor mogelijk kankerverwekkend.

## Gebruik als recreatieve drug
Het gebruik van nootmuskaat als recreatieve drug is niet populair vanwege de sterk bittere smaak. Het heeft ook veel ongewenste neveneffecten zoals duizeligheid, blozen, droge mond, hartkloppingen, constipatie, moeite met plassen, misselijkheid en paniekaanvallen. Een ander nadeel is de lengte van de toxische reactie die meer dan 24 uur, maar soms zelfs meer dan 48 uur kan duren.
Er zijn bronnen bekend waarbij de effecten van nootmuskaat worden vergeleken met die van MDMA (ecstasy). In zijn autobiografie beschrijft Malcolm X incidenteel gebruik van nootmuskaat onder gevangenen. Dit wordt dan verdund met water ingenomen om een effect als dronkenschap te verkrijgen. De bewakers ontdekten deze praktijken en verboden uiteindelijk het gebruik ervan in de gevangenis. William S. Burroughs beschreef in het nawoord van Naked Lunch dat het gebruik van nootmuskaat te vergelijken is met dat van marihuana met als verschil dat het misselijkheid kan veroorzaken in plaats van verhelpen.

## Gebruik bij zwangerschap
Nootmuskaat werd ooit beschouwd als middel dat spontane abortus teweeg kan brengen, maar is bij normaal gebruik in de keuken veilig tijdens de zwangerschap. Wel remt het de prostaglandineproductie en bevat het hallucinogenen die de foetus kunnen beschadigen bij gebruik in grote hoeveelheden.

## Galerij

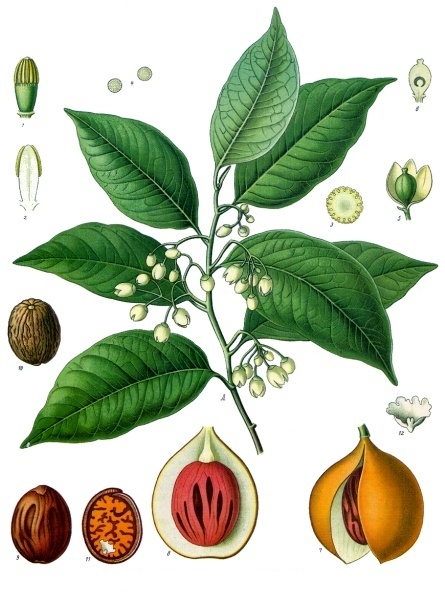
Illustratie uit Koehler (1887)
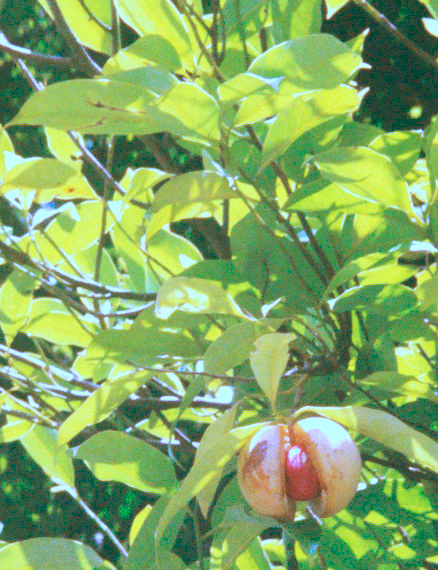
Habitus, in vrucht
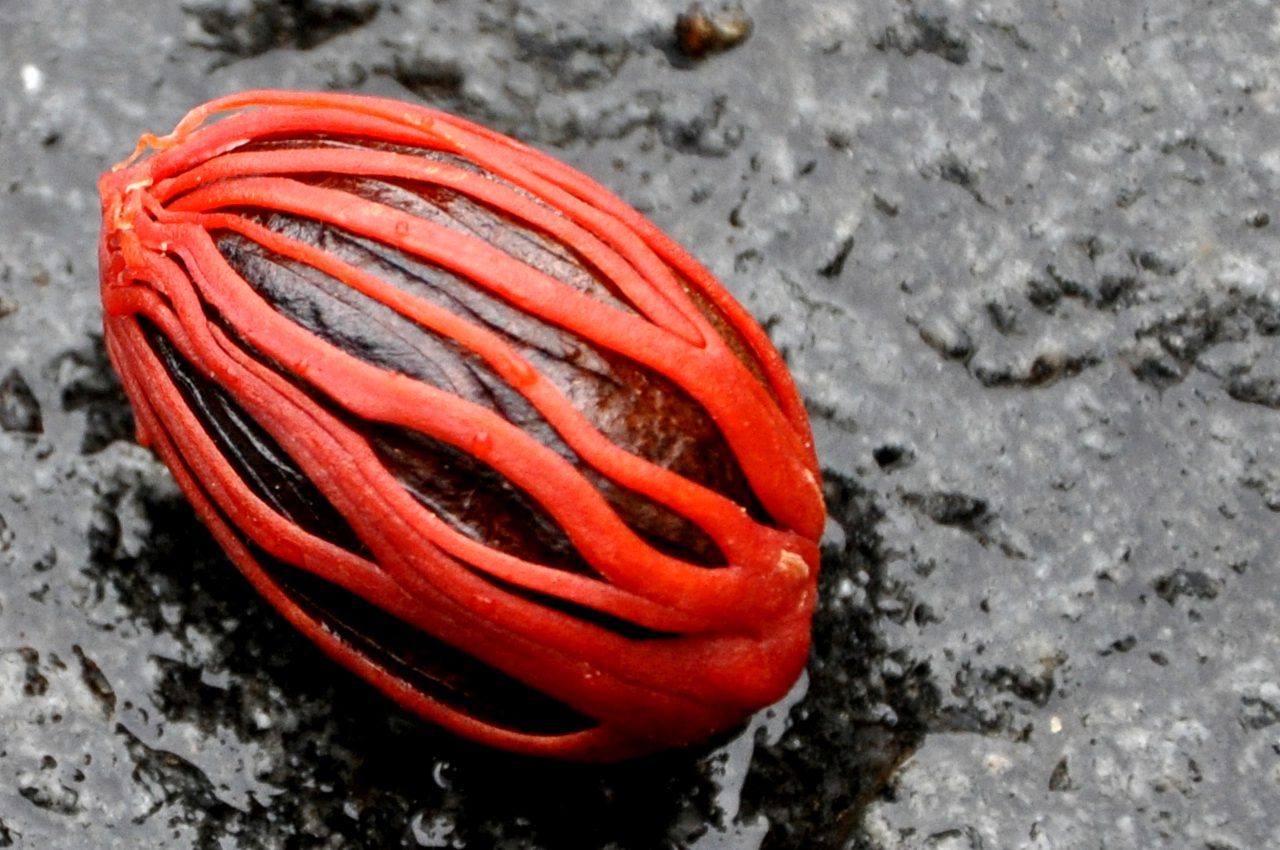
Noot met foelie
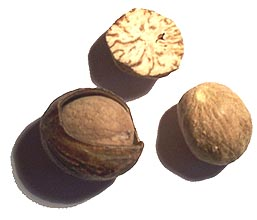
Muskaatnoten in de dop.